# Canções do Caminho
Canções do Caminho é um álbum de estúdio do cantor Jorge Camargo, lançado em 2013.
O disco foi produzido pelo pianista Fernando Merlino e reuniu músicas inéditas, além de regravações, sobre a graça. O projeto foi produzido para o Caminho da Graça, de Caio Fábio. O projeto gráfico é de Anderson Monteiro, sobre fotografias de Lisa Cláudia Monteiro.

## Faixas
1. "Caminho da Graça"
2. "A Vida Te Encontrará"
3. "Ouve"
4. "Brisa Incolor"
5. "Caçador"
6. "Amor Aliado"
7. "Sim e Não"
8. "Primeiro Amor"
9. "Favor"
10. "A Tua Graça É Tudo"